# Стенька Разин (Глазунов)
Симфоническая поэма «Стенька Разин» соч. 13 — симфоническая поэма Александра Глазунова, написанная в 1885 году. Одна из трёх симфонических поэм композитора («Лирическая», «Стенька Разин», «Эпическая»), посвящённая А. П. Бородину.
Первое исполнение поэмы — 23 ноября 1885 года в Санкт-Петербурге. Концерт был первым из Русских симфонических концертов, устроенных М. П. Беляевым. Дирижировал поэмой Г. О. Дютш.

## История создания
Идея создания поэмы «Стенька Разин» относится к ноябрю 1882 года. В своих письмах Глазунов указывал, что изначально темы сочинения входили в задуманную им симфоническую увертюру на тему «Эй, ухнем!» с персидской контртемой. К замыслу симфонической поэмы был причастен В. В. Стасов, вероятно, повлиявший на изменения в жанре сочинения и его программе.
Композитор работал над созданием симфонической поэмы ещё в июле 1885 года параллельно со второй симфонией.
В 1888 году сочинение было издано М. П. Беляевым в Лейпциге, к этому же году относится авторское четырёхручное переложение поэмы для фортепиано.

## Первое исполнение
Симфоническая поэма была исполнена 23 ноября 1885 года в Санкт-Петербурге (зал Дворянского собрания) в первом Русском симфоническом концерте, организованном М. П. Беляевым. В программе концерта звучали сочинения Чайковского, Балакирева, Кюи, Лядова, Рубинштейна, Римского-Корсакова и Глазунова . Игравшим программу оркестром Мариинского театра дирижировал Георгий Оттович Дютш.
Реакция немногочисленной публики на организованный концерт и его программу была настороженной, поскольку среди русских слушателей бытовало убеждение, что русская симфоническая музыка, заявленная в программе концерта, несостоятельна . Лишь после серии Русских симфонических концертов их начали считать важнейшими культурными мероприятиями Петербурга.
«Стенька Разин» был встречен композиторами-современниками Глазунова одобрительно. Сочинение вызвало похвалы В. В. Стасова, Н. А. Римского-Корсакова и А. П. Бородина.
Ц. А. Кюи критично отнёсся к программе поэмы: «Текст этой программы — составлен нехорошо, и выполнена она Глазуновым не совсем ясно: трудно разобрать, где начинается рассказ княжны о своём сне». О музыке Цезарь Антонович отозвался гораздо теплее: «В этой поэме господин Глазунов проявил свой крупный талант с новой силой и в значительной степени освободился от обычных своих недостатков — излишней густоты красок, гармонической пряной изысканности и нагромождения деталей и орнаментики».
Отрицательный отзыв на организованный М. П. Беляевым концерт и звучавшие в нём сочинения Глазунова оставил профессор Петербургской консерватории Н. Ф. Соловьёв: «Музыкальная болтовня разных профессоров химии, генералов-инженеров, гимназистов, очевидно, не может представлять серьёзного материала для критики … Чем больше пишет господин Глазунов, тем его произведения становятся суше и бессодержательнее в музыкальном отношении… что же касается хорошего музыкального изложения и звуковой красоты, то ими Глазунов похвастаться не может. Его новые композиции оставляют сумбурное впечатление».

## Музыка
Симфоническая поэма «Стенька Разин» относится к первому юношескому периоду творчества Глазунова. Поэма завершает этот период, в творческом стиле композитора этого времени уже обнаруживается высокая степень владения формой и фактурой. Но стиль композитора не выходит из круга типично «кучкистских» образов и приёмов музыкального письма. На основе подлинных народных тем Глазунов создал характерные жанровые картины, сцены народной жизни. Картинность, конкретность, программность музыки — типичные черты для данного периода творчества Глазунова. Сочинение написано под влиянием музыки А. П. Бородина, о чём свидетельствуют структура тематизма поэмы, приёмы его развития, сопоставление русского и восточного начал в тематизме и насыщенность оркестрово-гармонического колорита.
Партитуре поэмы композитор предпослал развёрнутую программу, основанную на народных песнях разинского цикла. В центре программы эпизод с персидской княжной, брошенной Разиным в Волгу. Бурлацкой народной песне «Эй, ухнем», характеризующей Степана Разина с его бурной ватагой, противопоставлена томная лирическая тема княжны, представляющая собой, по свидетельству Кюи, один из вариантов распространённой на Востоке песни, мелодия которой была использована М. И. Глинкой для персидского хора в опере «Руслан и Людмила».
Симфоническая поэма «Стенька Разин» написана в сонатной форме, тональность h-moll. Контраст главной и побочной тем оттеняется с помощью оркестровых и гармонических средств: в отличие от первой темы, сурово звучащей у басового тромбона с сопровождением стремительных фигураций струнных и деревянных духовых, тема побочной партии мягко интонируется солирующим кларнетом в замедленном темпе на фоне лёгкого, прозрачного аккомпанемента арфы и высоких деревянных духовых. В разработке темы интонационной и темброво сближаются с помощью общих мелодических оборотов. Главная тема претерпевает различные ритмические изменения (смена размера, ритмическое уменьшение и увеличение). В музыке присутствуют звукоизобразительные эффекты, например, стремительно нисходящее движение всего оркестра на три октавы и глиссандо арфы, передающее всплеск воды при падении тела княжны перед заключительным эпизодом сочинения Andante Mosso. Картинно-изобразительное начало преобладает в сочинении над событийностью, связь музыки с программой остаётся относительной.

## Исполнения поэмы
В июне 1889 года симфоническая поэма «Стенька Разин» была исполнена в Париже на первом концерте в зале Трокадеро Всемирной выставки. Исполнением дирижировал А. К. Глазунов. Помимо собственного сочинения, Глазунов дирижировал исполнением «Антара» Римского-Корсакова, танцевальной сюитой из оперы «Князь Игорь» Бородина, увертюрой к опере «Руслан и Людмила» и «Камаринской» Глинки, «Чухонской фантазией» Даргомыжского и «Ночью на Лысой горе» Мусоргского.
Концерты произвели на парижскую публику приятные впечатления. Глазунов в письмах отмечал своеобразную иерархию русских композиторов, составленную парижанами: «В Париже очень высоко ставят Римского-Корсакова, Бородина, Мусоргского, Балакирева; гораздо меньше Кюи и Чайковского, находя последнего не русским. Из моих сочинений больше одобрили вторую симфонию, чем „Стеньку Разина“, хотя и за последнее сочинения я получил достаточные похвалы».
Французские композиторы Амбруаз Тома, Лео Делиб, Жюль Массне, оценили сочинения Глазунова, в частности поэму «Стенька Разин», как открытие, которое всё же уступает по зрелости сочинениям Н. А. Римского-Корсакова. «Стеньку Разина» посчитали подражанием «Антару» Римского-Корсакова из-за эпизода с восточным колоритом.
Однако сочинение вызвало интерес французских композиторов. Сам Глазунов пишет об успехе своего сочинения в письмах Н. С. Кругликову: «Бурго-Дюкудрэ сидел отдельно и слушал с партитурой моего Разина и после прослушанного сказал, что он Enthousiaste! Присутствовавшие подтвердили, что они никогда не видали Барго таким увлечённым. Делиб слушал также с большим интересом …. Больше всего нарвились вообще Антар, мой Разин, Средняя Азия (повторена)».
После концертов на Всемирной выставке парижские музыканты устроили обед в честь русских композиторов. В конце обеда парижские музыканты Пуньо и Мессаже неожиданно исполнили в четырёхручном изложении «Стеньку Разина» Глазунова и «Испанское каприччио» Римского-Корсакова, что закрепило положительное впечатление от услышанной в оркестровом исполнения поэмы «Стенька Разин».
В парижской прессе концерты с русскими сочинениями были отмечены положительными рецензиями, перепечатанными русскими периодическими изданиями с заголовками вроде «Торжество русской музыки в Париже».
В 1918 году балетмейстером Горским Александром Алексеевичем было осуществлено сценическое воплощение симфонической поэмы «Стенька Разин» А. К. Глазунова.
Сочинение исполнялось в России и за рубежом после смерти автора. Количество записей симфонической поэмы обширно:
В России:
- 1947 год — Большой симфонический оркестр Всесоюзного радио и Центрального телевидения. Дирижёр — Николай Голованов
- 1977 год — Государственный академический симфонический оркестр СССР. Дирижёр — Евгений Светланов.
- 1995 год — Московский симфонический оркестр. Дирижёр — Константин Кримец.

За рубежом:
- 1945 год — Филармонический оркестр Берлина, дирижёр — Вильгельм Фуртвенглер.
- 1954 год — Оркестр романской Швейцарии, дирижёр — Эрнест Ансерме.
- 1989 год — Королевский национальный оркестр Шотландии, дирижёр — Ниме Ярви.
- 1999 год — Лондонский симфонический оркестр, дирижёр — Йондани Батт
- 2001 год — Филармония Буэнос-Айреса, дирижёр Жуан Рингер.